# Лек (Северна Фризија)
Лек (њем. Leck) град је у њемачкој савезној држави Шлезвиг-Холштајн. Једно је од 132 општинска средишта округа Нордфризланд. Према процјени из 2010. у граду је живјело 7.813 становника. Посједује регионалну шифру (AGS) 1054076.

## Географски и демографски подаци
Лек се налази у савезној држави Шлезвиг-Холштајн у округу Нордфризланд. Град се налази на надморској висини од 6 метара. Површина општине износи 29,8 km². У самом граду је, према процјени из 2010. године, живјело 7.813 становника. Просјечна густина становништва износи 262 становника/km².

## Међународна сарадња
| Мјесто    | Држава    | Врста сарадње | Од    |
| --------- | --------- | ------------- | ----- |
| Бирстонас | Литванија | партнерство   | 1997. |
| Тондерн   | Данска    | контакт       | 1972. |
| Извор     |           |               |       |